# Flughafen Yap

i7
i11
i13
Der Flughafen Yap (offiziell englisch Yap International Airport; IATA-Code: YAP, ICAO-Code: PTYA, FAA-LID: T11) ist der einzige internationale Flughafen von Yap, einem Bundesstaat der Föderierten Staaten von Mikronesien. Er liegt rund fünf Kilometer südwestlich der Stadt Colonia auf Yap, der Hauptinsel der Yap-Inseln.

## Geschichte
Im Frühjahr 1944 wurde gut einen Kilometer südlich (9° 29′ 14″ N, 138° 4′ 43″ O) des heutigen Flughafens dessen Vorläufer als japanischer Luftwaffenstützpunkt angelegt. Schon kurz nach der Inbetriebnahme im Mai 1944 wurde das nach der nahegelegenen Hauptstadt der Insel Yap benannte „Colonia Airfield“ regelmäßig von amerikanischen Bombern angegriffen, sodass im August die wenigen noch einsatzfähigen japanischen Flugzeuge auf die Philippinen verlegt wurden.
Nach dem Ende des Zweiten Weltkriegs wurde Yap von den Vereinigten Staaten als Teil des Trust Territory of the Pacific Islands verwaltet. In dieser Zeit wurde der vorhandene Flugplatz instand gesetzt und für die zivile Nutzung ausgebaut. Der nun als „Yap Airport“ bezeichnete Flughafen lag auf 16 Metern Meereshöhe. Seine einzige Start- und Landebahn (Landebahnkennung 07/25) wies eine Länge von etwa 1470 Metern und eine Breite von 30 Metern auf.
Anfang der 1980er-Jahre wurde gut einen Kilometer nördlich der neue internationale Flughafen von Yap (mit derselben Landebahnkennung) gebaut und im November 1983 eröffnet. Der alte Flughafen wurde stillgelegt. Auf seinem Gelände befinden sich auch heute noch Überreste der im Zweiten Weltkrieg von den Japanern zurückgelassenen Flugzeugwracks.

## Flughafenanlagen
Die einzige Start- und Landebahn des heutigen Flughafens verläuft in Nordost-Südwest-Richtung und hat eine Länge von 1829 Metern. Sie ist für beide Richtungen mit Endbefeuerung (REIL), Pistenrandbefeuerung mittlerer Intensität (MIRL) und Präzisions-Anflug-Gleitwinkelbefeuerung (PAPI) ausgerüstet.
2024 startete die US-Luftwaffe einen 400 Millionen US-Dollar teuren Plan zur Modernisierung der Flughafenlandebahn, damit diese größere Militärflugzeug aufnehmen kann.

## Zwischenfälle
- Am 21. November 1980 wurde eine Boeing 727-92C der US-amerikanischen Continental Airlines, betrieben für Air Micronesia (Luftfahrzeugkennzeichen N18479), am alten Flughafen Yap vor der Landebahn aufgesetzt, wodurch das rechte Hauptfahrwerk abriss. Das Flugzeug geriet von der Landebahn ab und kam etwa 500 Meter nach dem ersten Aufsetzen im Dschungel zum Stehen. Unmittelbar nach dem Aufsetzen brach auf der rechten Seite des Flugzeugs ein schweres Feuer aus. Während des Anflugs hatten die Piloten abwechselnd Fotos des Flughafens gemacht. Alle 73 Insassen, sechs Besatzungsmitglieder und 67 Passagiere, überlebten den Unfall.[12]